# Plateau de Vassieux
Pour les articles homonymes, voir Vassieux.
Le plateau de Vassieux est une entité géographique et karstique du massif du Vercors, qui tire son nom du village de Vassieux-en-Vercors.
Ce territoire est grossièrement délimité par la vallée du Quint au sud, le plateau de Font d'Urle à l'ouest, la cuvette de la Chapelle-en-Vercors au nord et le synclinal médian du vercors (haute vallée de la Vernaison) à l'est.

## Géographie physique
Le plateau de Vassieux est un bassin versant important qui alimente une circulation souterraine contributrice du système complexe d'exsurgences constitué notamment par les sources d'Arbois et Bournillon, affluentes de la Bourne.
De nombreuses études karstiques, incluant des colorations, ont permis de montrer que ce plateau est lié au système hydrogéologique Luire-Bournillon, dont le fonctionnement précis reste à élucider.
Les spéléologues de la Drôme, de l'Isère et de nombreuses autres origines, ont largement contribué à cette connaissance scientifique du plateau. Ils y ont notamment découvert ou exploré de nombreuses cavités : scialet de la Seppe, perte de Sagnes, scialet Michellier, scialet-grotte des Baumettes, scialets neufs,

## Histoire
Le plateau de Vassieux présente des traces d'occupation humaine qui remontent à la Préhistoire. Nos lointains ancêtres montaient sur le plateau pour récolter et façonner des silex dont la qualité était réputée sur de vastes territoires alentour.
Bien plus tard, ces paisibles contrées montagnardes ont été soumises à de terribles combats et massacres lors de la Seconde Guerre mondiale. le maquis du Vercors y a connu en particulier des heures très sombres, rappelées aujourd'hui par un mémorial situé au col de la Chau.